# Chiesa di Sant'Antonio Abate (Dolceacqua)
La chiesa di Sant'Antonio Abate è un luogo di culto cattolico situato nel comune di Dolceacqua, in piazza Padre Giovanni Mauro, in provincia di Imperia. La chiesa è sede della parrocchia omonima del vicariato di Bordighera e Valle Nervia della diocesi di Ventimiglia-San Remo.

## Storia e descrizione

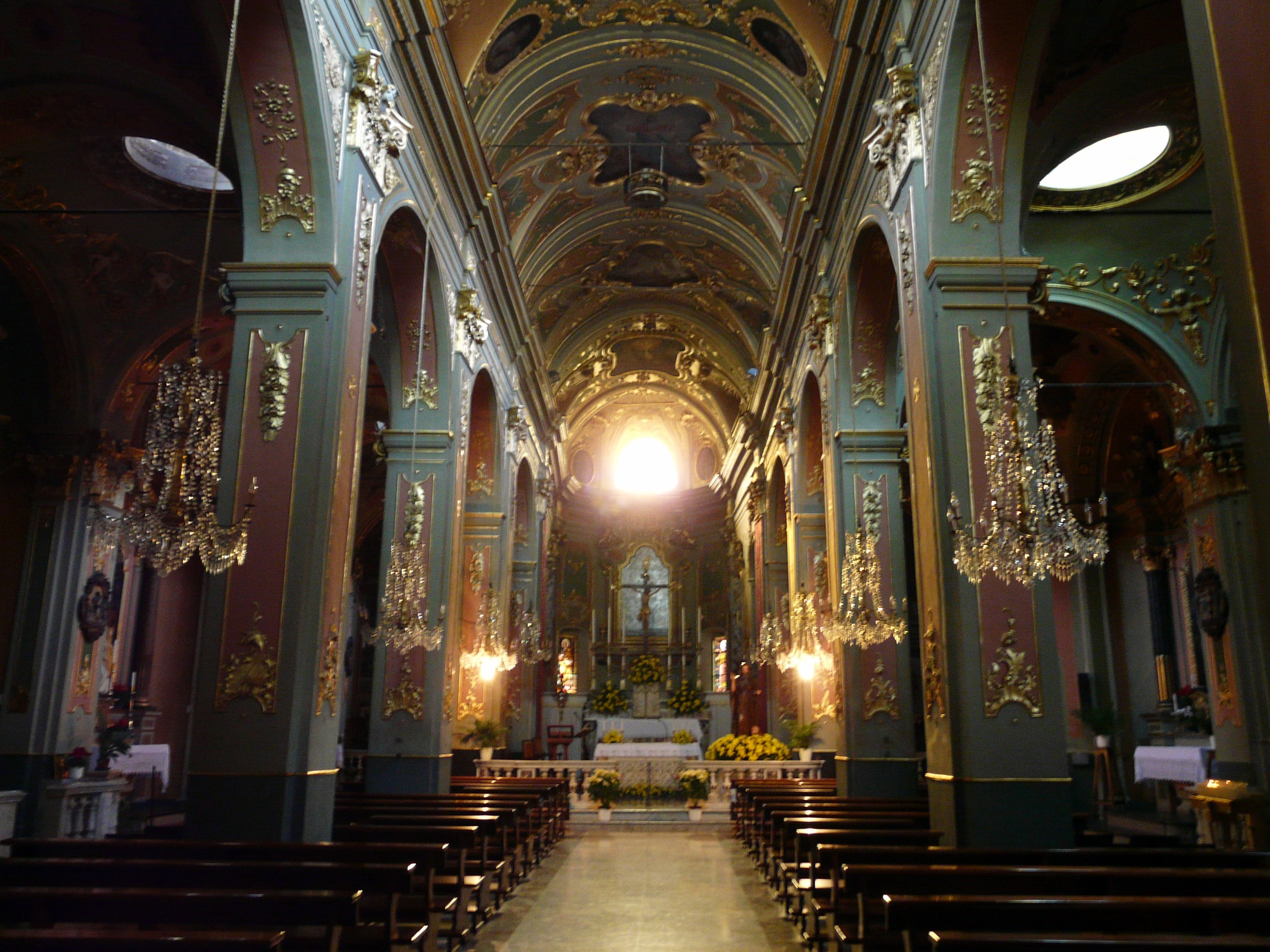
La navata centrale

Forse già presente in epoca ben più antica, la parrocchiale di Dolceacqua venne completamente ricostruita nel corso del 1471 nella sottostante e grande piazza del borgo antico. Subì un ampliamento tra il 1860 e il 1865 che portarono la struttura nelle attuali forme architettoniche barocche e classiche.
Al suo interno, riccamente ornato da stucchi in oro d'epoca barocca, custodisce importanti opere d'arte: il polittico rinascimentale raffigurante Santa Devota, formato da dodici scomparti, realizzata dal pittore nizzardo Ludovico Brea nel 1515; la tela ritraente Sant'Antonio abate, databile all'inizio del XVII secolo, del pittore Giuseppe Vermiglio; due formelle laterali dei Misteri del Rosario, nella cappella in fondo alla navata sinistra, realizzate nel 1582 dal genovese Bernardo Castello.
L'organo è stato datato al 1846 della ditta Agati.
L'attiguo campanile è stato realizzato nel 1621 sopraelevando una due delle torri della cinta muraria.

## Voci correlate

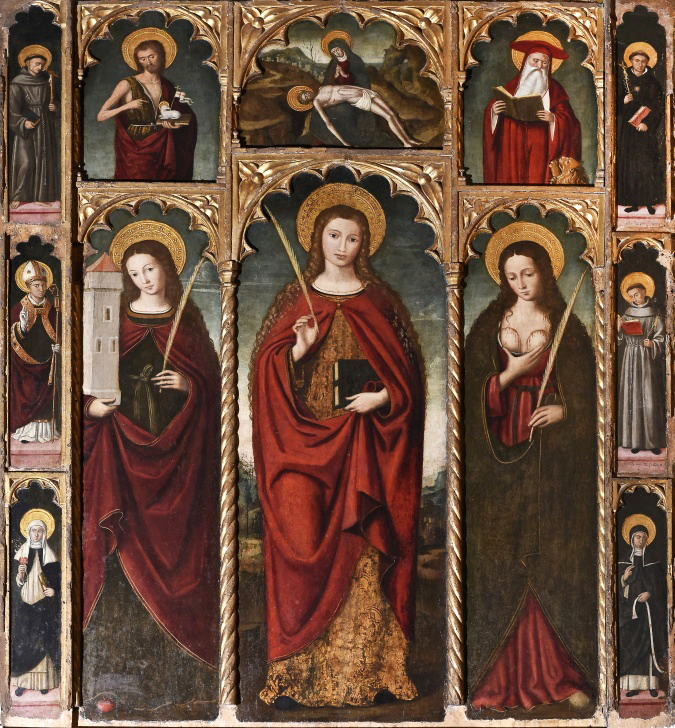
Polittico di Santa Devota, Ludovico Brea,1515